# Football Club Red Bull Salzburg

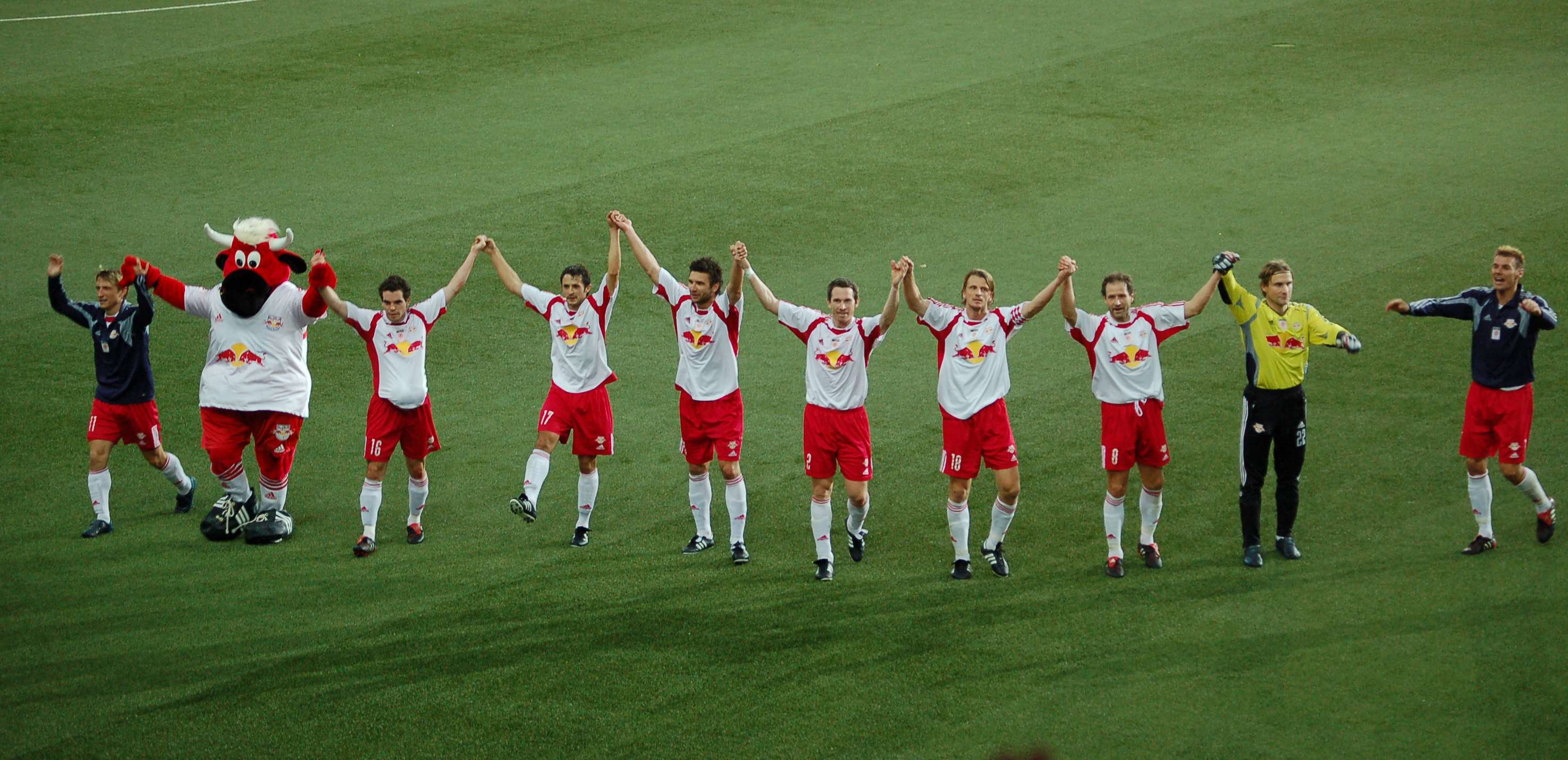
Imatge de l'equip el 2005

El Football Club Red Bull Salzburg és un club de futbol austríac, de la ciutat de Salzburg. Actualment juga a la primera divisió de la Bundeslliga austríaca.

## Història
El Red Bull Salzburg es va fundar el 13 de setembre de 1933 amb el nom SV Austria Salzburg. El 1978 va canviar el nom a SV Casino Salzburg i el 1997 a SV Wüstenrot Salzburg. El 6 d'abril de 2005 la franquícia Red Bull va comprar el club, anunciant que fundaven un nou club, malgrat que la Federació Austríaca el considera el mateix nom. Van canviar el nom per l'actual, també els colors qua abans eren blanc i violeta i van incloure el logotip de Red Bull a l'escut. Tants canvis van provocar una divisió entre l'afecció del club. D'una banda els "blanc-i-rojos" que donen suport a l'actual directiva del club i d'altra els "blanc-i-violetes", més tradicionals, que estan en contra i van acabar fundant el 2006 un nou club, el SV Austria Salzburg.

## Palmarès

### Torneigs nacionals
- Bundeslliga austríaca (17): 1993-94*, 1994-95*, 1996-97*, 2006-07, 2008-09, 2009-10, 2011-12, 2013-14, 2014-15, 2015-16, 2016-17, 2017-18, 2018-19, 2019-20, 2020-21, 2021-22, 2022-23.
- Copa austríaca de futbol (9): 2011-12, 2013-14, 2014-15, 2015-16, 2016-17, 2018-19, 2019-20, 2020-21, 2021-22.
- Supercopa austríaca de futbol (3): 1994*, 1995*, 1997*.

### Torneigs internacionals
- 1 Subcampionat de la Copa de la UEFA: 1993-94*.

*Amb el nom d'Austria Salzburg.